# Abou Saïd Yakhlef Atiggi
Abou Saïd Yakhlef ben al-Hassan Attigi est un cheikh almohade originaire de la tribu des Mtougga du Haut Atlas marocain. Devenu membre du Conseil des Cinquante après le tamyiz (tri), il est aussi nommé en qualité de conseiller du sayyid Abou Saïd, gouverneur de Grenade. Abou Saïd Yakhlef est aussi un chef militaire. Il mène plusieurs batailles.

## Biographie
Le cheikh Abou Saïd Yakhlef Atiggi, secondés par les Ganfisa, affronte la toute première rébellion contre le mouvement almohade, fomentée par le cheikh Abd Allah ben Yaâla al-Zanati, peu après la proclamation d'Abd al-Mumin. La rébellion est écrasée, et son leader tué puis mis en croix à Tinmel.
Selon Ibn Kathir, peu après la prise de Bougie par les Almohades en 1152, les Sanhadjas commandés par un rebelle du nom de Abou Kaçba, et renforcés par de nombreux Kotamas et Louwatas, se rassemblent pour combattre l'envahisseur almohade. Une grande confrontation a lieu au pied de la montagne à l'est de Bougie. Le choc est finalement remporté par les Almohades dirigés par le cheikh Abou Saïd Yakhlef. La plupart des soldats d'Abou Kaçba sont tués, les biens des vaincus deviennent la proie des vainqueurs, et leurs enfants et femmes sont réduits en esclavage.

#### Francophone
- Institut des Hautes Etudes Marocaines, Hespéris : Archives berbères et bulletin de l'Institut des Hautes Etudes Marocaines, 1947 (lire en ligne)
- Document inédit d'histoire almohade : Al Baydaq  (trad. Évariste Lévi-Provençal) (lire en ligne)